# Protambulyx eurycles
Protambulyx eurycles is een vlinder uit de familie van de pijlstaarten (Sphingidae). De wetenschappelijke naam van de soort werd in 1854 gepubliceerd door Gottlieb August Wilhelm Herrich-Schäffer.